# Municipio di Port Elizabeth
Il Municipio di Port Elizabeth (in inglese: Port Elizabeth City Hall) è un edificio storico, sede municipale della città di Port Elizabeth in Sudafrica. 

## Storia
L'edificio venne eretto verso il 1862 secondo il progetto dell'architetto Robert Archibald. La torre dell'orologio venne aggiunta nel 1883.
L'edificio è stato dichiarato monumento nazionale il 7 dicembre 1973.

## Descrizione
Il palazzo, che si sviluppa su due livelli, presenta uno stile italianeggiante. La facciata principale, simmetrica, è contraddistinta da un rivestimento e da decorazioni in intonaco.

## Galleria d'immagini

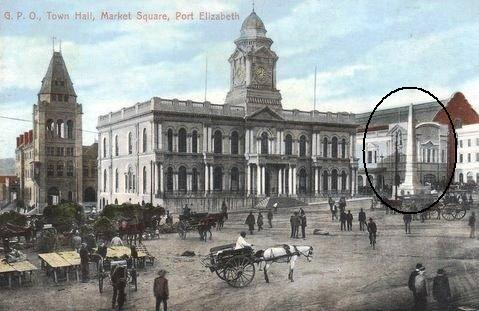
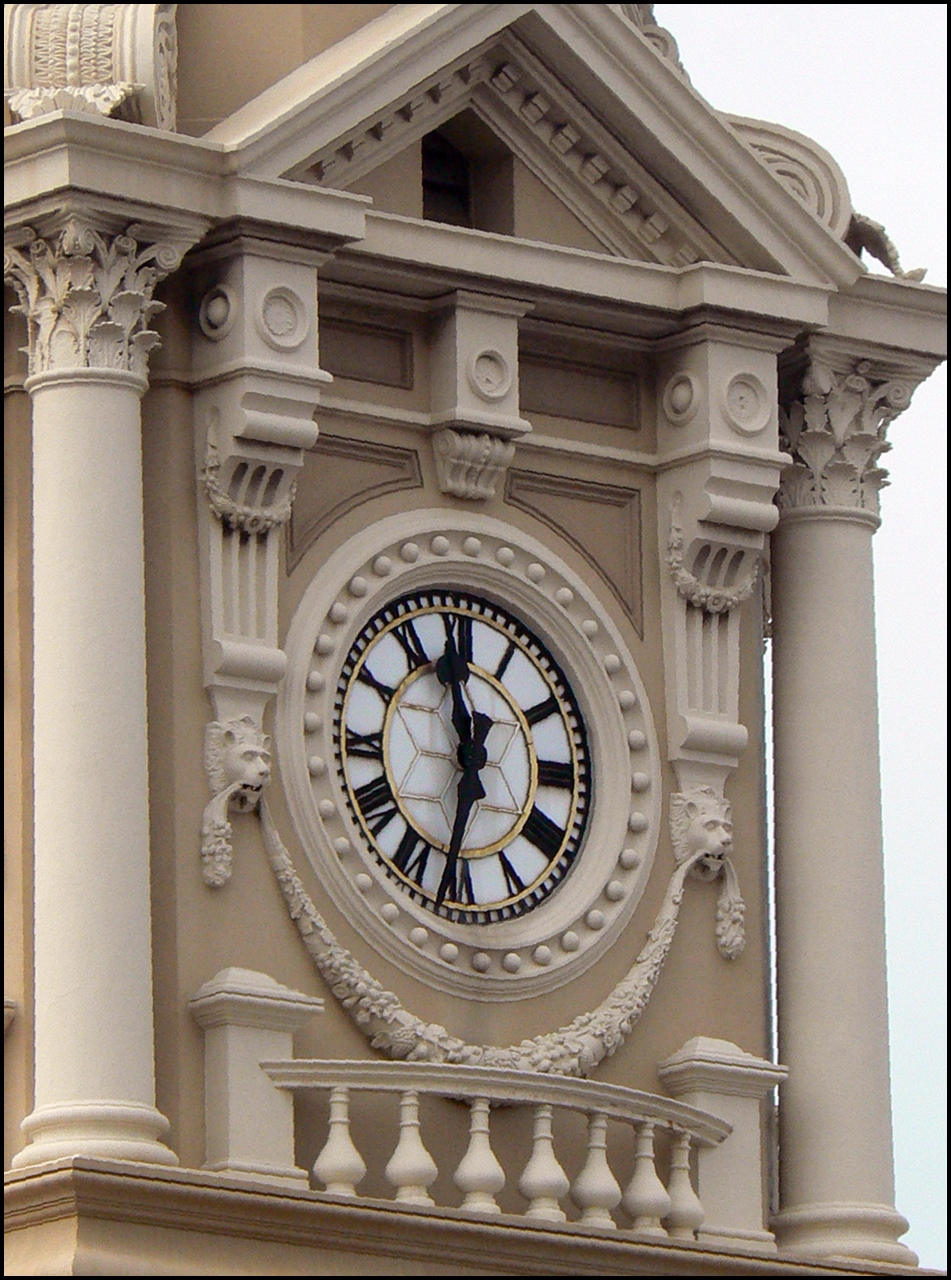
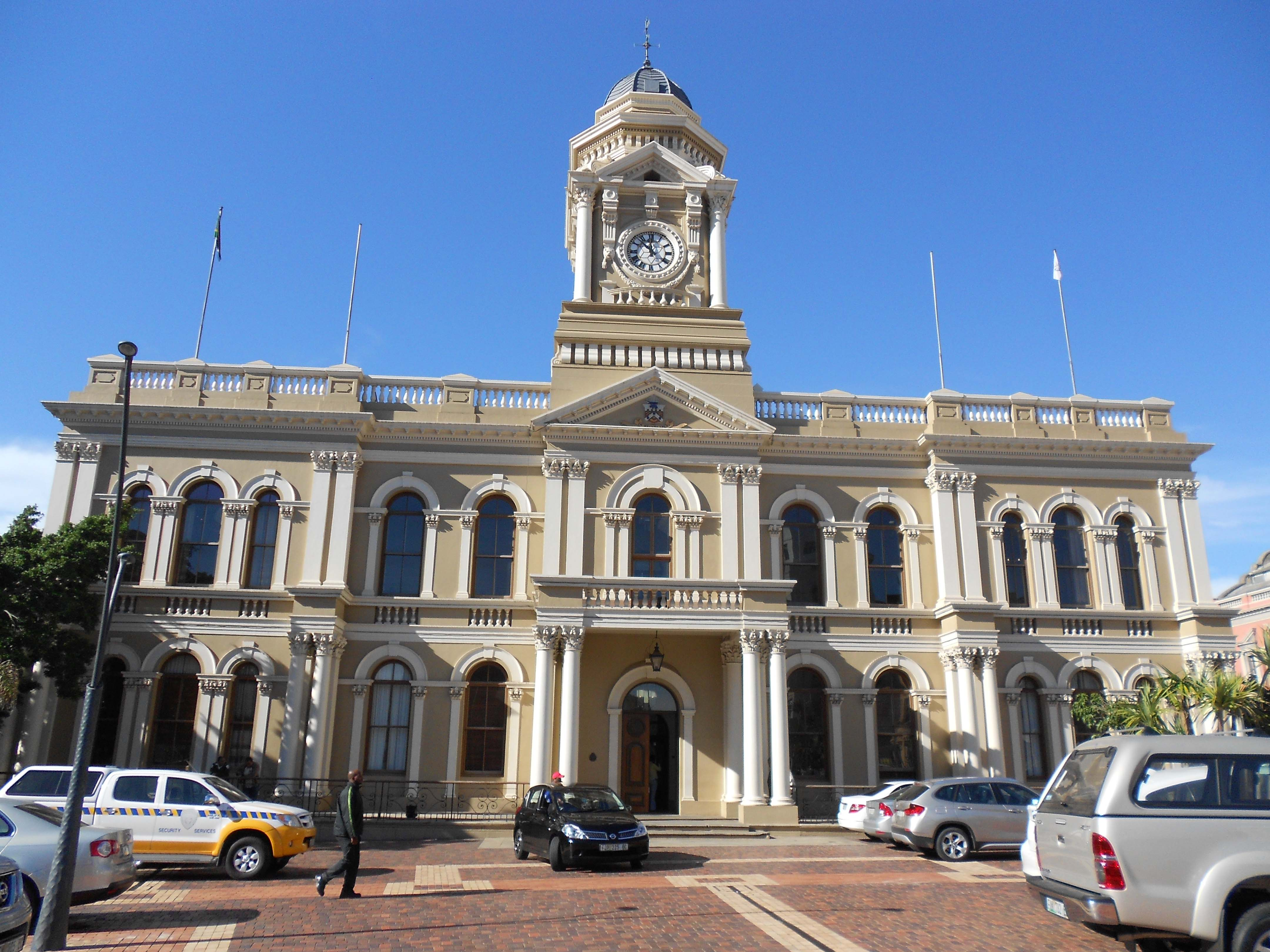